# Утопијал
Утопијал (енгл. Utopiales) међународни је фестивал научне фантистике који се сваке године одржава у француском граду Нанту. Вероватно је највећи европски догађај у овом пољу. Покрива научнофантастичну и фантастичну литературу, филм, фине уметности, стрипове, игре улога и анимацију, и то из европске тачке гледишта. Основао га је Бруно дела Кијеза, а води га директор музеја научне фантастике Патрик Гигер од 2001. до 2005. године, све у организацији Асоцијације међународног фестивала научне фантастике у Нанту (фр. Association du Festival International de Science-Fiction de Nantes).
Фестивал, који води професионално особље, делом финансира Град Нант и има широко корпоративно спонзорство, за разлику од конвенција које прописује традиционални клуб фанова научне фантастике (енгл. science fiction fandom). Једна одлика Утопијала је Велемајсторска „Награда Утопија” (енгл. "Prix Utopia" Grandmaster), која се додељује за свеукупни доприност научнофантастичној литератури. Прошли победници укључују Роберта Силверберга, Џека Венса, Брајана В. Олдиса, Фредерика Пола, Кристофера Приста и Мајкла Муркока.